# Parathelges foliatus
Parathelges foliatus är en kräftdjursart som beskrevs av Clements Robert Markham1972. Parathelges foliatus ingår i släktet Parathelges och familjen Bopyridae. Inga underarter finns listade i Catalogue of Life.